# Sangue nel sogno
Sangue nel sogno (Strange Illusion) è un film del 1945, diretto da Edgar G. Ulmer. 

## Trama
Lo studente Paul Cartwright sogna un uomo, che si fa passare, presso sua madre Virginia, per il defunto padre del giovane, e che poi regala un braccialetto alla sorella minore del ragazzo, Dorothy. Segue una scena del sogno in cui un'auto finisce travolta da un treno, dopo essere stata tamponata da un camion che l'ha spinta sui binari.
È così che Paul ha perso suo padre, il giudice e criminologo Cartwright, due anni addietro, in un incidente la cui dinamica non era stata ben chiarita, al punto che, se veramente l'esistenza del camion si fosse potuta accertare, avrebbe potuto trattarsi anche di omicidio, cosa di cui Paul, dentro di sé, è convinto.
Paul torna a casa da una vacanza con un amico di famiglia, il dottor Martin Vincent, per scoprire che effettivamente la madre ha una relazione con tale Brett Curtis, verso il quale lo studente è estremamente sospettoso, tanto più in quanto Brett regala quel giorno stesso a Dorothy un bracciale uguale a quello del sogno. Martin cerca di persuadere Paul a non fidarsi della propria fervente immaginazione, ma Paul scopre, fra gli incartamenti del padre, un fascicolo riguardante un certo Barrington, sospettato dalla polizia di aver ucciso la moglie appena sposata, e che gli ha lasciato in eredità una fortuna. Mancavano tuttavia le prove, si legge negli appunti del padre, per incriminare Barrington, che del resto figurava ora come morto.
Curtis incontra un suo amico, lo psichiatra Muhlbach, al quale racconta dell'avversione che Paul prova nei suoi confronti: Curtis è effettivamente Barrington, ed in combutta con lo psichiatra vorrebbe ora tentare un nuovo attentato verso Virginia e le sue sostanze. I due complici decidono che sarebbe bene evitare l'opposizione di Paul al matrimonio della madre con Brett, magari, con riferimento alla sua fantasia quasi patologica, internandolo per qualche tempo nella clinica psichiatrica di Muhlbach ed affrettando il matrimonio di Virginia e Brett, dopo il quale, stando alle leggi del tempo, l'avventuriero avrebbe avuto la potestà legale di mantenere il figliastro recluso ed impossibilitato ad interferire. Lo psichiatra raccomanda anche a Brett di trattenere la propria propensione verso le ragazze giovani, come Dorothy, perché ciò avrebbe potuto costituire un impedimento alla riuscita del piano criminoso.
Paul si fa convincere ad accettare le cure, e viene accolto nell'ospedale psichiatrico di Muhlbach, che tuttavia si rivela essere una sorta di prigione: egli viene rinchiuso in camera, i suoi movimenti sono limitati e le sue relazioni con l'esterno monitorate. Per questo anche Martin va ora convincendosi della posizione poco chiara di Brett, ed avverte il District attorney, che inizia ad indagare, pur con poche speranze di progredire sensibilmente. La situazione cambia quando Paul e Martin scoprono, in una diroccata casupola di legno nel parco della clinica, i rottami del camion che avrebbe investito l'auto del padre di Paul. Con questa evidenza, e con una serie di indagini sulle impronte digitali, la polizia conclude che Brett e Barrington sono la stessa persona, e che Muhlbach è coinvolto.
Lo psichiatra è il primo ad essere arrestato, ma di Brett, per il momento, non c'è traccia. Egli è solo in compagnia di Dorothy, con il pretesto di fare alcuni preparativi per il proprio matrimonio con Virginia, che avrebbe dovuto aver luogo l'indomani. Brett, che peraltro aveva in precedenza già tentato di insidiare una giovane amica della ragazza, Lydia, è in procinto di violentare Dorothy, quando arrivano Paul, fuggito dalla clinica, Lydia e Martin. Ne nasce una colluttazione: Paul si lancia su Bretta, ma quest'ultimo ha la meglio e colpisce il giovane, che cade a terra battendo la testa. Arriva infine la polizia e prima Brett possa far uso del coltello di cui si era impadronito è colpito a morto da un agente. Mentre Brett si accascia, Lydia cerca di svegliare un incosciente Paul. Nell'ultima sequenza, Paul si ritrova nella stessa atmosfera del sogno dell'inizio, sempre con in sottofondo il concerto di Schumann, ma stavolta il clima è diverso: Paul rassicura la madre dicendole "Si sta schiarendo". I due poi sono raggiunti dal dottor Vincent, che invita Virginia non guardarsi indietro e le assicura che tutto è finito. Mentre Virginia e il dottore escono di scena sorridendo, Paul rimane solo, felice, ma poi è raggiunto da Lydia. I due si abbracciano, felici, e continuano ad andare avanti, mentre l'inquadratura a camera fissa si dissolve nel nero e compare la scritta "The End".

## Colonna sonora
Durante il sogno iniziale di Paul (e anche in quello finale) risuonano le prime battute del Concerto per pianoforte e orchestra di Robert Schumann, su temi del quale è composta la colonna sonora di Leo Erdody.

## Produzione
Il film è stato realizzato in uno studio minore di Hollywood, con un budget limitato, per la Producers Releasing Corporation, con la quale Ulmer aveva già realizzato il suo classico Detour. il protagonista Jimmy Lydon era già noto per la sua interpretazione del ruolo di protagonista nella serie di film The Aldrich Family dei primi anni '40; Warren William e Sally Eilers, star degli anni Trenta, erano ormai in una fase discendente della loro carriera.
Il regista ed il fotografo cinematografico Eugen Schüfftan avevano già lavorato insieme in Germania per il film Uomini di domenica, nel 1930, prima che entrambi emigrassero per la salita al potere del nazismo. Negli anni '40 Ulmer si è avvalso della collaborazione di Schüfftan, non sempre accreditato, per diversi film. Il tocco del fotografo è riconoscibile per i ricchi chiaroscuri, lascito del cinema muto e dell'espressionismo cinematografico tedesco degli anni '20.

## La sequenza finale
La sequenza finale, con il suo happy end onirico, sembra voler lasciare lo spettatore nel dubbio: Paul è morto e sta sognando il lieto fine? Oppure questa struttura ad anello, che rispecchia e modifica, al tempo stesso, il sogno-incubo iniziale, ci dice che si riprenderà dal trauma fisico e sarà finalmente felice nella realtà? 
Questo finale peraltro sembra echeggiare tanto il mito di Orfeo ed Euridice quanto l'Amleto. Nel primo caso, Virginia è un Orfeo al contrario: non scende nell'Ade per riportare indietro il suo amore perduto (il defunto giudice Cartwright), ma è quasi tirata verso l'oscurità e il pericolo rappresentato da Brett (un potenziale "Ade"). L'invito a "non guardare indietro" rivoltole dal dottore ricorda quanto imposto a Orfeo per riavere indietro Euridice.
Nel secondo caso, le immagini fanno venire in mente i versi dell'Amleto shakespeariano «quali sogni possono sopravvenire in quel sonno di morte, allorché reciso abbiamo il filo di questo mondo?». L'eco della tragedia shakespeariana del principe danese nella trama del film, peraltro, è palese: Paul è Amleto, Brett è Claudio, Virginia è Gertude e così via.

## Accoglienza
Il critico cinematografico Dennis Schwartz ha dato del film una recensione ambivalente, pur lodandone l'atmosfera: "Il cupo thriller psicologico ha avuto come illustre predecessore nientedimeno che Shakespeare, ed è stato altresì influenzato dall'interpretazione dei sogni freudiana, ma il risultato non convince, la sceneggiatura è debole, il plot mostra delle lacune e le prestazioni attoriali sono limitate… A suscitare interesse nel film sono la successione delle intense sequenze oniriche girate in un bianco e nero ricco di sfumature d'intensità e il senso di crescente delirio che potentemente esala attraverso la narrazione, salvandola in tal modo dalla recitazione pesante dei "cattivi", e quella quasi mummificata dei protagonisti. L'unicità dello stile di Ulmer e le sue idiosincrasie nei film noir risaltano a dispetto dell'intreccio da storia del mistero di second'ordine".
Il critico Matthew Sorrento di Film Threat rilevava note positive nel film: "Nonostante una sceneggiatura gravata dal feticismo freudiano, Ulmer infonde al thriller un tocco di stile sufficiente per evitarne il naufragio. Per quanto realizzato troppo in fretta Sangue nel sogno, come gli altri suoi film maggiori, si mantiene gradevole in ogni suo punto"
Spencer Selby descrive Sangue nel sogno come "un B-movie ricco di stile da parte del maestro riconosciuto dei B-Movie ricchi di stile". Anche il  Lexikon des internationalen Films valuta positivamente l'opera: "Un dramma che riflette egregiamente l'arte del regista Ulmer nei film a basso budget".